# Barco - Belgian-American Radio Corporation
A Belgian-American Radio Corporation (Barco) é uma empresa de fabricação de rádios fundada em 1934 na Bélgica.
Ao longo das décadas que se passaram, desde que Lucien De Puydt fundou a empresa, a Barco abrangeu um grande número de diferentes mercados e lançou diversos produtos. 

## História
Em 1949, a Barco realizou o primeiro avanço em visualização de imagens com uma televisão multi-padrão e logo se tornou líder nesse mercado. Em 1967, a Barco foi uma das primeiras companhias européias a lançar uma TV em cores. Com base nesta experiência, a Barco, entrou no mercado profissional de broadcast no final dos anos 60.
A partir dos anos 60 e nos anos seguintes, a Barco iniciou sua atuação em várias outras atividades, que incluíram a fabricação de componentes mecânicos para fins industriais e o monitoramento do controle de qualidade para as indústrias têxtil e de plásticos. Em 1967, a Barco tornou-se a primeira fabricante européia a produzir televisores portáteis.
No ano de 1979 iniciaram-se as primeiras incursões da Barco em tecnologia de projeção, como pioneira no desenvolvimento de projetores com a tecnologia CRT (tubos de raios catódicos), o que marcou a entrada da Barco no mercado de projeção de imagens. Nos anos seguintes, a Barco se tornou uma empresa focada exclusivamente no mercado profissional.
Em meados dos anos 80, a Barco tornou-se a fornecedora prime de tecnologia de projeção para computadores da IBM, Apple e Hewlett-Packard, estabelecendo os padrões da indústria mundial. No final dos anos 80, a Barco entrou no mercado de ações. Em 1991, o market share da Barco no mercado de projeção chegou a 75%, e a empresa já havia se estabelecido com escritórios em todo o mundo, incluindo a sede regional nos Estados Unidos e no Leste Asiático.
Nos anos 90, a Barco manteve o pioneirismo com novas tecnologias de visualização, como telas de cristal líquido (LCD), díodos emissores de luz (LED), Texas Instruments Digital Light Processing (DLP), e depois, cristal líquido em silício (LCoS). Seu alcance global atingiu uma grande variedade de mercados, incluindo mídia e entretenimento, segurança e vigilância, imagens médicas, avionicas, defesa, 3D e realidade virtual, cinema digital, controle de tráfego, broadcast, treinamento e simulação.
No Brasil, a empresa iniciou atividades em dezembro de 1995, com um escritório próprio e um laboratório técnico em São Paulo.